# Ichthyophis paucisulcus
Ichthyophis paucisulcus é uma espécie de anfíbio gimnofiono. É endémica das ilhas de Sumatra e Nias, Indonésia (e porventura, Singapura).